# Doleschallia basalis
Doleschallia basalis är en fjärilsart som beskrevs av Hans Fruhstorfer 1912. Doleschallia basalis ingår i släktet Doleschallia och familjen praktfjärilar. Inga underarter finns listade i Catalogue of Life.